# Élections législatives qatariennes de 2021
Les élections législatives qatariennes de 2021  ont lieu le 2 octobre 2021 afin d'élire 30 des 45 membres du Conseil consultatif du Qatar. Il s'agit des premières élections législatives de l'histoire du pays, les députés étant jusqu'à présent tous nommés par l'émir.
Les partis politiques n'étant pas autorisés dans le pays, l'ensemble des candidats se présentent en indépendants

## Contexte

### Démocratisation
Au moment du scrutin, le Qatar est la seule monarchie du Golfe à s'être dotée d'un parlement principalement élu doté de réels pouvoirs, tels que la possibilité de bloquer les lois ou de soumettre des questions aux ministres. L’Émir conserve néanmoins le contrôle sur le gouvernement comme le reste de ses voisins monarques. 
Il s'agit des premières élections au niveau national, bien qu'il y ait des élections municipales depuis 1999. Le droit de vote y est accordé à tout citoyen qatari, homme ou femme, âgé d'au moins 18 ans. Pour ces élections nationales, cependant, la loi électorale restreint le droit de vote aux citoyens dont la famille réside dans le pays depuis au moins 1930, privant ainsi de droit de vote une partie des citoyens. À peine 20 % des habitants du pays ont la nationalité qatarie, l'essentiel de la population étant composée de travailleurs étrangers. Il n'y a pas de partis politiques ; les candidats doivent donc se présenter sans étiquette.

### Reports successifs

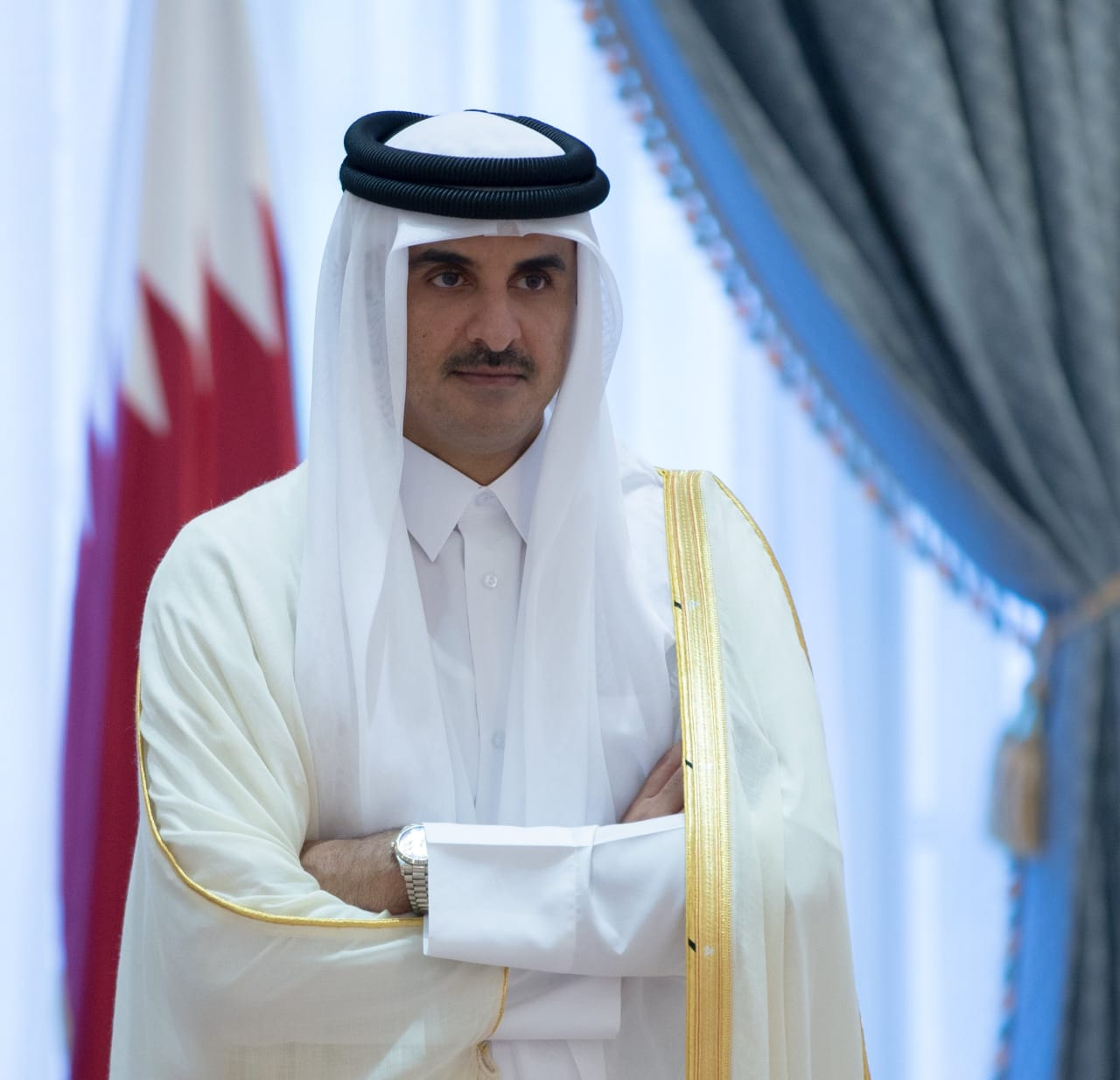
L'émir Tamim ben Hamad Al Thani en 2020.

Depuis sa création en décembre 1878, le Qatar est une monarchie absolue, où l'autorité souveraine est exercée par l'émir, sans aucune assemblée législative élue. Le Conseil consultatif (Majlis as-Shura) est composé de trente-cinq membres nommés par l'émir. Un projet de Constitution en 1972 prévoit une assemblée élue. Cette disposition est reportée par décret, en 1972, puis en 1973, puis à nouveau en 1975, 1982, 1986, 1990, 1995, et 1998, toujours au nom de « l'intérêt public ». En 2003, une nouvelle constitution, adoptée par référendum, prévoit que le Conseil comprenne désormais quarante-cinq membres, dont trente élus par les citoyens et quinze nommés par l'émir. L'application de cette disposition ayant été reportée plusieurs fois (2004, 2007, 2008, 2010), l'émir Hamad ben Khalifa Al Thani annonce en 2011 que les élections auront lieu en 2013. 
Ces élections sont prévues en 2013 alors que le Qatar a soutenu les soulèvements en faveur de la démocratie dans d'autres États arabes tels que la Tunisie, l'Égypte, la Libye et la Syrie : le printemps arabe. Le pays a notamment participé à l'intervention militaire de 2011 en Libye, et fournit des armes (ainsi qu'une aide humanitaire) aux insurgés de la guerre civile syrienne débutée en 2011,,. Mi-juin 2013, les médias étrangers annoncent que l'émir et son Premier ministre Hamad ben Jassem Al Thani se prépareraient tous deux à une succession politique, pour confier le pouvoir au prince héritier Tamim ben Hamad Al Thani et à « des ministres plus jeunes ».
Le mandat du Conseil consultatif nommé s'achève le 30 juin 2013. Néanmoins, fin mai, les préparatifs pour une élection n'avaient pas encore été initiés. Le 24 mai, à la veille d'abdiquer en faveur de son fils, l'émir Hamad Al Thani reconduit les membres du Conseil, et ainsi retarde sine die la tenue d'élections législatives. En 2016, le nouvel émir Tamin Al Thani prolonge jusqu'en 2019 le mandat du Conseil non-élu, retardant ainsi les élections au minimum jusqu'à cette date. En octobre 2019, l’Émir ordonne la formation d'un comité présidé par le Premier ministre, chargé de l'organisation des élections.
En novembre 2020, les élections sont finalement fixées au mois d'octobre de l'année suivante. Une commission électorale est mise en place début juillet 2021, et le scrutin finalement fixé au 2 octobre 2021,.

## Système électoral
Le Conseil consultatif est composé de 45 sièges dont 30 pourvus pour un mandat de cinq ans au scrutin uninominal majoritaire à un tour dans autant de circonscriptions électorales. Les 15 conseillers restants sont nommés par l'Émir du Qatar.
Les partis politiques n'étant pas autorisés dans le pays, l'ensemble des candidats se présentent en indépendants.

## Résultats

En gris : Élus indépendants.
En blanc : membres nommés.

Trente conseillers sont élus sur un total de 233 candidats en lice. En l'absence de partis autorisés, tous sont indépendants. Le taux de participation atteint 63,5 %. Le scrutin déclenche des tensions tribales en raison de l'exclusion de plusieurs milliers de citoyens, la loi électorale restreignant le vote aux seuls descendants des qataris présents en 1930, excluant ainsi les descendants de citoyens naturalisés,. Principale concernée, la tribu des Al-Murrah est par la suite naturalisée dans son ensemble, le pouvoir s'inquiétant de l'attrait auprès d'elle de l'islam politique après une exclusion vécue comme une humiliation.

## Suites
Un référendum constitutionnel organisé en 2024 supprime les élections législatives et le droit de vote dans le pays, les membres du Conseil consultatif étant désormais nommé par l'Émir.